# 8TV (Malezja)
8TV – malezyjska stacja telewizyjna. Została uruchomiona w 1995 r. jako kanał Metrovision; od 2004 r. funkcjonuje w obecnej postaci (własność przedsiębiorstwa Media Prima Berhad).